# Карагайка (посёлок)
Карагайка — посёлок в Красногорском районе Алтайского края. Входит в состав муниципального образования сельское поселение Красногорский сельсовет.

## История
Основан в 1800 году. В 1926 году деревня Карагайка состояла из 262 хозяйств. В национальном составе населения того периода преобладали русские. В административном отношении являлась центром Каргайского сельсовета Старо-Бардинского района Бийского округа Сибирского края.

## Население
| 1926 | 1997 | 1998 | 1999 | 2000 | 2001 | 2002 | 2003 | 2004 |
| ---- | ---- | ---- | ---- | ---- | ---- | ---- | ---- | ---- |
| 1303 | ↘189 | ↗191 | ↘170 | ↗185 | ↘170 | →170 | ↘163 | ↘142 |
| 2005 | 2006 | 2007 | 2008 | 2009 | 2010 | 2011 | 2012 | 2013 |
| ↗152 | ↘149 | ↘148 | ↗155 | ↘152 | ↘128 | ↘125 | ↘117 | ↘108 |

Национальный состав
Согласно результатам переписи 2002 года, в национальной структуре населения русские составляли 100 %.